# Шмелек
Шмелек — деревня в Арбажском районе Кировской области. 

## География
Находится на расстоянии примерно 19 километров по прямой на запад-северо-запад от районного центра поселка Арбаж.

## История
Известна с 1873 года, когда здесь (деревня Кокоринская или Шмери) учтено было дворов 8 и жителей 24, в 1905 (уже починок Кокоринский или Шмели) 17 и 111, в 1926 28 и 118, в 1950 21 и 70. В 1989 году проживало 14 жителей. Настоящее название утвердилось с 1939 года. До января 2021 года входила в состав Верхотульского сельского поселения до его упразднения.

## Население
Постоянное население составляло 8 человек (русские 100%) в 2002 году, 5 в 2010.